# أرجمون بركارتي
أرجمون بركارتي أو خشخاش شائك بركارتي (الاسم العلمي:Argemone burkartii) هو نوع من النباتات يتبع جنس الأرجمون من الفصيلة الخشخاشية.